# Arijan Qollaku
Arijan Martin Qollaku (* 4. Februar 1997 in Bülach) ist ein albanisch-schweizerischer Fussballspieler, der zuletzt beim FC Aarau in der Challenge League unter Vertrag stand und vorwiegend auf der Position des Rechtsverteidigers spielt.

## = Verein
Qollaku begann seine fussballerische Ausbildung beim FC Bülach in seiner Heimatstadt. Anschliessend spielte er bis 2015 in den Jugend-Mannschaften des FC Zürich, für die er in insgesamt 51 Spielen fünf Tore erzielen konnte. Danach war er für ein halbes Jahr vereinslos, ehe er im Januar 2016 zum Grasshopper Club Zürich wechselte und dort zunächst für die U-21-Mannschaft in der 1. Liga spielte. In den Saisons 2015/16 bis 2017/18 kam er in insgesamt 41 Partien zum Einsatz und erzielte in der Saison 2016/17 zwei Tore. Anfang 2017 rückte er in das Kader der A-Mannschaft auf und feierte am 25. Spieltag der Super League sein Profi-Debüt gegen den FC Basel. Bis Dezember 2017 absolvierte er weitere sechs Partien, erzielte zwei Tore im Schweizer Cup und wurde zur Rückrunde der Saison 2017/18 an den FC Schaffhausen ausgeliehen. Dort wurde er in 15 Spielen eingesetzt und im Sommer dauerhaft verpflichtet. Die Saison 2018/19 schloss er mit 32 Einsätzen und einem Tor ab, die Folgesaison mit 34 Einsätzen und zwei Toren. Im Sommer 2020 wechselte er dann zum FC Aarau, verpasste nach einem Kreuzbandriss am 7. Spieltag allerdings fast die gesamte Saison 2020/21 sowie die erste Hälfte der nächsten Spielzeit. Bis zum Ende der Saison spielte er nur in zwei Spielen, konnte sich aber in der nächsten Saison 2022/23 zum Stammspieler entwickeln.

### Nationalmannschaft
Qollaku absolvierte 2017 ein Freundschaftsspiel für die U-21-Mannschaft Albaniens gegen Frankreich. Seine Wurzeln liegen zwar im Kosovo, er entschied sich aber für das albanische Nationalteam.